# Njemačko sredogorje
Njemačko sredogorje (njem. die Mittelgebirge) je jedna od tri glavne prirodne regije Njemačke i pokriva većinu površine zemlje. Na sjeveru se nalazi Sjeverna njemačka nizina, a na jugu Alpe i predalpski prostor. Ovo područje spada u najstarije planine u Europi.

## Vanjske poveznice
|  | Zajednički poslužitelj ima još gradiva o temi Njemačko sredogorje |